# An Indian Summer
An Indian Summer è un cortometraggio muto del 1912 diretto da D.W. Griffith.

## Trama
Un anziano vedovo arrivato da poco in città trova una camera in affitto presso una vedova che vive con le figlie. I due ben presto si innamorano ma l'uomo, rendendosi conto di non essere più un giovanotto, esita a dichiararsi.

## Produzione
Il film fu prodotto dalla Biograph Company. Venne girato in California.

## Distribuzione
Distribuito dalla General Film Company, il film - un cortometraggio di una bobina - uscì nelle sale cinematografiche USA l'8 luglio 1912.
Non si conoscono copie ancora esistenti della pellicola che viene considerata presumibilmente perduta.